# Szelektív hallás
A szelektív hallás a kutatók szerint az a perceptuális, auditív folyamat, amely alapján kiválasztjuk, mely ingereket ismerjük fel, és melyeket nem. De a fogalmat a köznyelv is rendszeresen használja, hiszen gyakran mondjuk: azt hallunk meg, amit akarunk.

## A szelektív hallás és akoktélparti-jelenség
A szelektív hallás képességét gyakran magyarázzák a koktélparti-jelenség fogalmával. Igen találó a kifejezés, hiszen egy több embercsoport beszélgetésétől hangos koktélpartin különös megfigyeléseket tehetünk: ha akarjuk, figyelmünket a hangok sokaságából egyetlenegyre tudjuk irányítani, tehát képesek vagyunk egyes hangokat elkülöníteni másoktól. Segítségünkre lehet például a hang iránya, a beszélő hangjának magassága, sebessége, hanglejtése. A koktélparti-jelenséggel foglalkozó vizsgálatok arra engednek következtetni, hogy sok mindent nem veszünk észre abból, amire nem figyelünk oda.

## A szelektív hallással kapcsolatos vizsgálatok, érdekességek

### A látszólag nem figyelt ingerek
Meglepő, hogy mennyire kevésre emlékszünk a nem figyelt üzenetekből. Az ilyen típusú kutatások rendszerint arról szólnak, hogy egy fülhallgatót helyeznek az ember fejére, s a két fülbe két különböző üzenetet sugároznak. A kísérleti személyt arra kérik, hogy az egyik szöveget figyelje, és közben hangosan beszéljen.  Majd kikapcsolják a magnót, és kikérdezik a nem figyelt szövegről. Az emberek nagyon keveset tudnak elmondani a nem figyelt csatornáról. Általában a nem figyelt fülben hallható hang fizikai jellemzőiről tudnak csak beszélni: magas vagy mély, férfi- vagy női hangot hallottak-e; a szöveg tartalmáról általában semmit sem tudnak mondani. Vajon ez azt jelentheti, hogy a nem figyelt ingereket teljesen kiszűrjük? Az bizonyos, hogy észlelőrendszerünk a nem figyelt ingereket is feldolgozza valamilyen mértékben, még akkor is, ha azok nem válnak tudatossá. Bizonyíték erre az a tény, hogy saját nevünknek kiejtésére nagyon érzékenyek vagyunk. Akkor is meghalljuk egy szövegben, ha halkan mondják. Nyilván ez nem történhetne meg, ha a látszólag nem figyelt üzenet elveszne az észlelőrendszer labirintusában. A figyelem hiánya tehát nem gátolja teljesen az üzenetet, inkább csak elhalványítja azt.

### A szelektív hallás és az ingerek feldolgozása
Egy kísérletben gyors egymásutánban adtak rövid hangingereket az egyik, illetve a másik fülbe. A lényeg, hogy bejósolhatatlan volt, hogy a következő inger melyik fülbe érkezik, azaz nem lehetett szelektíven felkészülni a következő ingerre. Ha a vizsgált személy tudta, hogy a feladat szempontjából fontos inger csak az egyik fülbe jöhet, akkor a figyelt fülbe érkező valamennyi inger figyeltnek tekinthető, a másik fülbe érkezők viszont nem-figyeltnek. A hangok tehát össze-vissza érkeztek a fülbe. Mindkét fülbe érkezett az ingereknek egy gyakori típusa, amelyre nem kellett reagálni, és érkezett egy ritka típus, melyre abban az esetben, ha ez a figyelt fülbe érkezett, a személynek motoros választ kellett adni. Az eredmény: a figyelmi szelekció hatására a nem-figyelt csatornába érkező ingerek feldolgozása gyengül.

### Binaurális elfedés jelentősége
Hogy megértsük a fenti fogalmat, képzeljük el, hogy fejhallgatót viselünk, és a jobb fülünkbe kapunk egy jól hallható, tiszta hangot. Ezek után zaj is hallatszik az azonos oldali fejhallgatóból, s ez a zaj elfedi a tiszta hangot, mert hangereje megegyezik a jelével. Ezután a bal fülbe is kapunk a zajból, de ide nem érkezik tiszta hang. Ezt a jelenséget binaurális elfedésnek nevezzük. Ugyanis a másik fülbe érkező zajnak nem csupán az a hatása, hogy megszünteti a hang elfedését, hanem az is, hogy így különböző helyről érkezőnek fogjuk hallani, vagyis képesek leszünk elkülöníteni a zajt a tiszta hangtól. Amennyiben a hang és a zaj is csak a jobb fülbe érkezik, mindkettőt ennek a fülnek az alapján lokalizáljuk. Amikor azonban a bal fülbe is zajt juttatunk, ezt a zajt együtt értelmezzük a jobb fülbe adott zajjal. Tehát ha a zaj és a tiszta hang csak az egyik fülhallgatóból ered, akkor az elfedési hatás erős, ha viszont mindkét oldalról érkezik, akkor az elfedés gyenge. Az, hogy egy helyiség más-más részéből jövő beszélgetések ellenére is összpontosítani tudunk egy bizonyos személy hangjára, a binaurális felfedés miatt lehetséges.

### A csecsemők szelektív hallása
Egy vizsgálat alkalmával 5–8,5 hónapos gyermekek azon képességét hasonlították össze, hogy fel tudják-e ismerni a saját nevüket három különböző típusú, a háttérben folyó beszélgetés (egyetlen beszélő, több beszélő csevegése, illetve egyetlen beszélő visszafelé lejátszott beszéde) kontextusában. A csecsemők a több hang részvételével zajló beszélgetés esetében a 10 dB-es jel–zaj aránynál felismerték nevüket, de – ellentétben a felnőttekre jellemző helyzettel – nem ismerték fel egyetlen beszélő (nem visszafelé lejátszott) beszédében. A csecsemők akkor sem ismerték fel nevüket, ha a háttérben beszélő személy beszédét visszafordították – azaz érthetetlen volt, viszont a beszédhez hasonló akusztikus jegyekkel rendelkezett. Az adatok alapján úgy tűnik, hogy a gyermekek számára nehézséget jelent a különböző beszédfolyamok komponenseinek megkülönböztetése, ha azok akusztikusan túlságosan hasonlók. A gyermekek figyelmét elvonhatják az adott beszélő beszédéhez kapcsolódó, időben változó akusztikus tulajdonságok, ami problémát jelenthet, ha a párhuzamos hangok forrása ugyanaz a beszélő.

### Szelektív hallás és a játékba belefeledkezés
Mindennapos jelenség: a gyerek a televízió előtt ül, vagy belefeledkezik egy játékba, és az anya ebédelni hívja. A gyermek nem válaszol. Ilyenkor azt szoktuk hinni, hogy hallja ugyan, hogy szólítjuk, csak nem akar válaszolni. A játékba való belefeledkezés mindennapos leírásai azt sugallják, hogy a külvilágnak a játékosok által való kizárása a szelektív figyelem szélsőséges formája lehet. Ha ez valóban így volna, akkor ez azt jelentené, hogy a gyermek a játékkörnyezet komplexitása és a szabad kognitív erőforrások hiánya miatt valóban nem hallja, amikor szólítják. Az eredmények összességében azt sugallják, hogy a belemerülés önmagában nem magyarázható a szelektív figyelemmel: a játék során a külvilág jelei elsősorban azért csillapítódnak, mert a játékos motiválva van az immerzív élmény folytatására. Érdekes módon azok az auditorikus elemek jutnak át a csillapító szűrőn, és azokat hallják meg közülük, amelyek valamiféleképpen személyes jellegűek; így ha a nevén szólította a szülő gyermekét, aki aztán nem válaszol, akkor megállapításaink alapján arra következtethetünk, hogy gyermek azt választotta, hogy figyelmen kívül hagyja a szülőt azért, hogy fenntarthassa a belemerülés érzését.